# Ernst Christoph Friedrich von Auer
Ernst Christoph Friedrich von Auer (* 4. April 1763 in Königsberg; † 5. November 1799 in Preußisch Litauen) war ein preußischer Beamter.

## Leben

### Familie
Ernst Christoph Friedrich von Auer  entstammte dem preußischen Adelsgeschlecht von Auer und war der Sohn des Tribunalrats Ludwig Friedrich von Auer (1728–1808), Erbherr auf Pellen (heute Piele), dann bis 1799 Majoratsherr auf Goldschmiede (heute Dimitrowo) und Fuchsberg im Kreis Fischhausen, das 1840 von Adolph Oppenheim erworben wurde, und dessen Ehefrau Albertine Helena Charlotte (geb. von der Groeben und verwitwete von Hirsch).
Er heiratete im August 1792 Sophia Dorothea Eleonore (1753–1825), die Tochter von Oberst Johann Carl von Cosel; gemeinsam hatten sie eine Tochter.
Ernst Christoph Friedrich von Auer verstarb als Erbherr von Fuchsberg, während einer dienstlichen Reise im litauischen Kammerdepartement an einem Schlaganfall.

### Werdegang
Ernst Christoph Friedrich von Auer wurde bis 1775 durch Hauslehrer im Elternhaus erzogen und ausgebildet; er besuchte kein Gymnasium, sondern wechselte 1775 direkt auf die Universität Königsberg und besuchte die juristischen und philosophischen Vorlesungen; 1781 disputierte er mit dem späteren Philosophen und Kameralwissenschaftler Christian Jakob Kraus. 
Nach Beendigung des Studiums 1782 wurde er Referendar bei der Königsberger Kriegs- und Domänenkammer (KDK) und bat im Mai 1785 um die Zulassung zum Großen Examen. Er bestand dieses am 8. Juli 1786 im Beisein des Ministers Leopold Otto von Gaudi, der beurteilte, Ernst Christoph Friedrich von Auer wäre für ein Ratsamt geeignet.
Am 10. März 1788 erfolgte seine Beförderung zum Kriegs- und Domänenrat, für den nach Bromberg (heute Bydgoszcz) versetzten George Benjamin Berndt (1747–1813), zur KDK Gumbinnen (heute Gussew).
Nach seinem Tod folgte ihm Friedrich Christian Gottlieb Ewert (* 1774) in Gumbinnen.